# Centrale Commissie voor de Filmkeuring

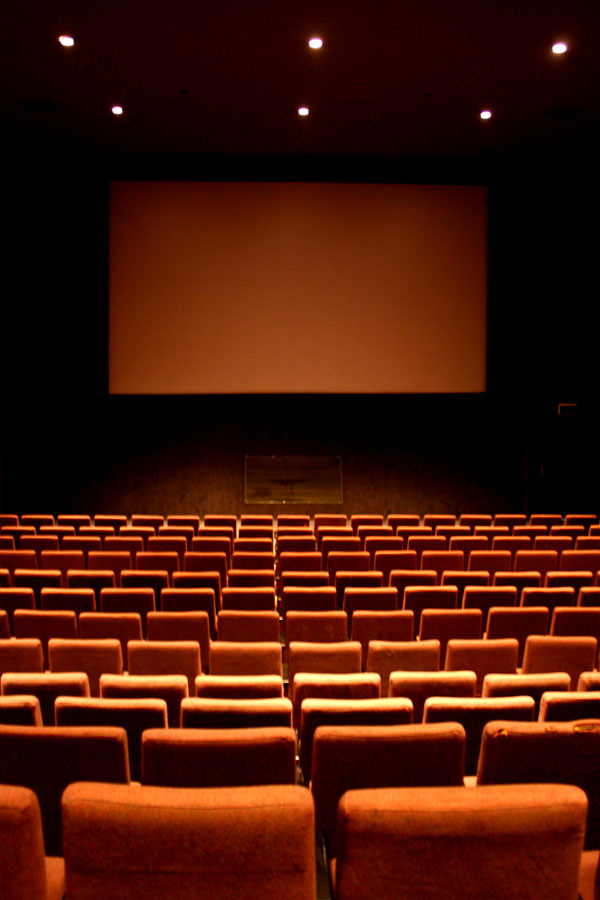

Met Centrale Commissie voor de Filmkeuring (CCF) wordt de commissie bedoeld die tussen 1928 en 1977 verantwoordelijk was voor de keuring en preventieve censuur van films in Nederland. De commissie bestond uit 60 afwisselende personen die samen een afspiegeling moesten vormen van het Nederlandse godsdienstige en levensbeschouwelijke verzuilingssysteem.
Na de eerste vertoning in Nederland in 1896 groeide het medium film in razend tempo. Parallel aan die populariteitsgroei, groeide de zorg van de overheid en de geestelijkheid over de thema's die in Nederlandse films werden aangekaart. Men was bang voor het zedelijk en maatschappelijk gevaar dat aan bioscoopverstellingen verbonden zou zijn. Diverse gemeenten besloten zelf tot een keuring of tot toezicht op bioscoopbezoek over te gaan, vanuit de filmwereld ontstond daarop de roep om een landelijke, degelijke keuring uit te voeren die alle selectieve gemeentelijke keuringen overbodig zou maken. In 1918 werd de commissie-Ledeboer ingesteld om onder leiding van advocaat-generaal bij de Hoge Raad R.B. Ledeboer het gevaar van film te onderzoeken. Die commissie kwam in 1920 tot de conclusie dat film wezenlijk verschilt van gedrukte media en net als theater geen aanspraak kan maken op de persvrijheid, omdat film in de basis sensatiebelust is en met name jongeren vatbaar zouden zijn voor negatieve invloeden die uit films zouden kunnen voortkomen. Verder stelden Ledeboer en consorten voor om een algemene keuringscommissie in te stellen. In 1926 werd de Bioscoopwet aangenomen en in 1928 kon de Centrale Commissie haar werkzaamheden beginnen onder voorzitter David van Staveren.
De Centrale Commissie voor de Filmkeuring bestond uit 60 leden die op het gebied van religie en levensbeschouwing een goede afspiegeling moesten zijn van de Nederlandse maatschappij. De commissie mocht alleen toetsen of een film niet in strijd was met de openbare orde of de goede zeden. Pornografie werd per definitie verboden, verder werden geweldsscènes extra kritisch bekeken en vielen "zedeloze" scènes over het algemeen ook niet bij de commissie in de smaak. De Nederlandse Bioscoopbond, het belangrijkste aanspreekpunt van de overheid, had wel bezwaren tegen de censuur, maar had toch ook een vertegenwoordiger in de Centrale Commissie zitten. Waar de laatstgenoemde bond zich veel meer tegen verzette, was het recht op lokale filmkeuring, de "nakeuring", die in de Bioscoopwet van 1926 was opgenomen om de katholieken tevreden te houden. De katholieke gemeenten in het zuiden van het land, die zich hadden verenigd in de Katholieke Film Centrale, pasten de censuur toe die door de KFC werd aanbevolen.
Tijdens de Tweede Wereldoorlog nam de Duitse bezetter de censuur over. De nieuwe Commissie voor Filmkeuring onder leiding van Jan Teunissen moest anti-nationaalsocialistische films verbieden en films met een opvoedend karakter aanprijzen. Na de oorlog heerste de opinie dat het moreel besef van Nederland ernstig was aangetast. Zo vond er een recordaantal echtscheidingen plaats en was er een sterke toename in buitenechtelijk geslachtsverkeer. Een nieuwe commissie, onder leiding van filosoof Ferdinand Sassen, deed een voorstel om goede films te subsidiëren, meer radicale plannen (zoals een algeheel verbod voor kinderen onder de 14 op bioscoopbezoek) haalden het niet. Bijna alle voorstellen die in de loop der jaren werden gedaan omtrent de Bioscoopwet, liepen stuk op onenigheden tussen politieke partijen.
In de jaren 60, de jaren waarin onder andere Turks Fruit uitkwam, laaide de discussie over filmcensuur voor de zoveelste keer op. De Centrale Commissie voor de Filmkeuring verbood ongeveer 15 tot 20 van de circa 500 films die jaarlijks in Nederland, maar er gingen stemmen op om de filmkeuring voor volwassenen helemaal af te schaffen. Een aantal commissies werd versleten, allen stelden een afschaffing of verzwakking van de censuur voor. De overheid was vooral angstig voor de pornografie die bij een opheffing van censuur zou kunnen worden tentoongespreid en verviel in een heftige discussie, die nog eens werd aangewakkerd door de provocerende actie van de Bioscoopbond om pornofilm Deep Throat in de bioscopen te laten draaien. Uiteindelijk werd door het kabinet-Den Uyl toch besloten tot afschaffing van de filmkeuring voor volwassenen en hief minister van justitie Dries van Agt de Centrale Commissie voor Filmkeuring op. Wel kwam er een nieuwe instantie, de Nederlandse Filmkeuring (later Kijkwijzer), die kinderen moest beschermen tegen aanstootgevende beelden.